# Beethoven-Kino Baden

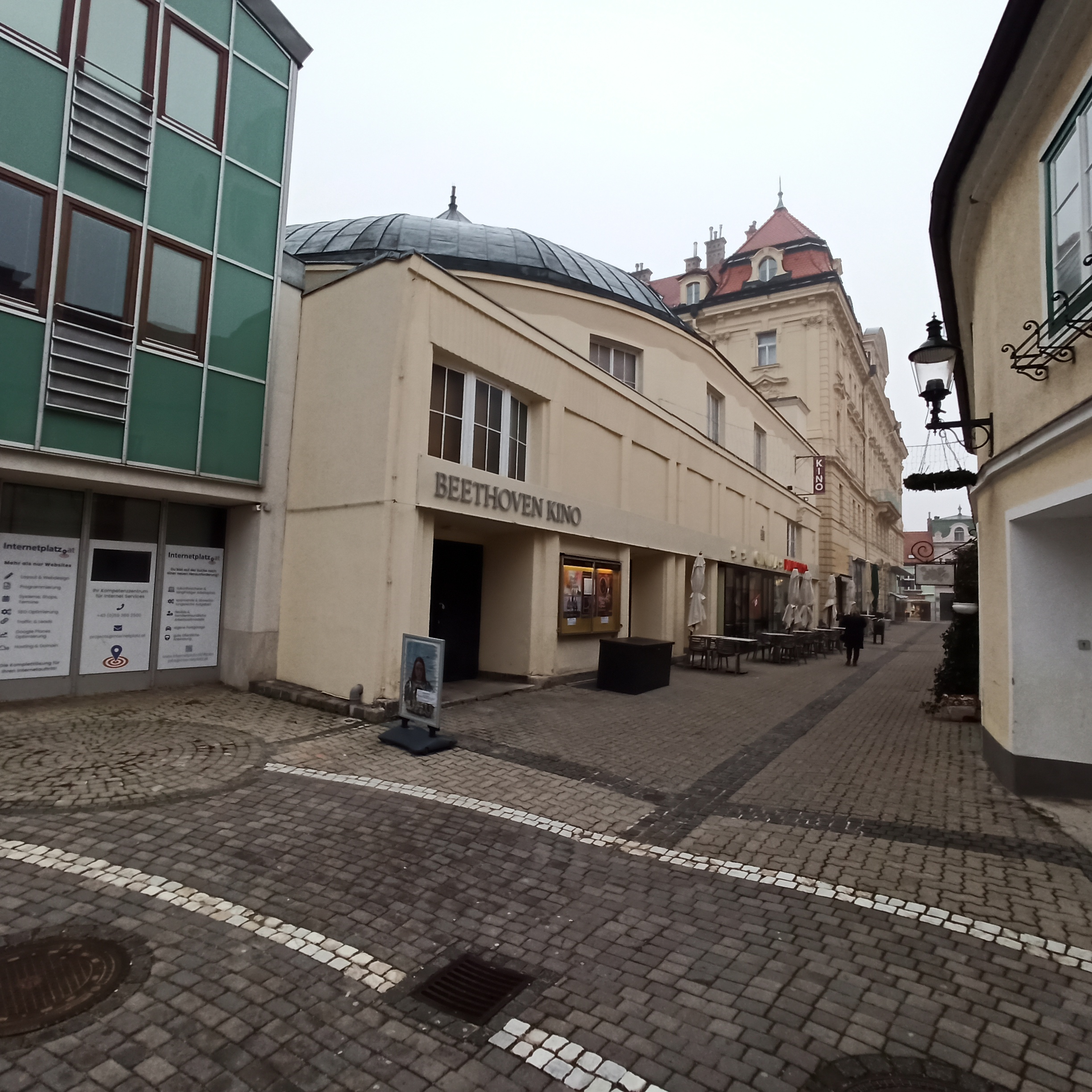
Beethoven-Kino Baden, Beethovengasse 2a

Die Beethoven-Kino Baden steht in der Beethovengasse 2a in der Stadtgemeinde Baden bei Wien in Niederösterreich.

## Geschichte
Das Kino wurde 1927 nach den Plänen des Architekten Leo Kammel erbaut. Nach 80 Jahren führte die Digitalisierung und die Entwicklung zu großen Kinocentern zur Schließung am 6. Jänner 2013. Am 31. Oktober 2013 wurde das Kino durch die Firma Cinema Paradiso neu eröffnet.

## Architektur
Der lang gestreckte Bau zeigt an der Hauptfassade durch lisenenförmige Wandvorlagen und ein breites Gebälk einen expressionistisch gegliederten Baukörper mit einem deutlich abgesetzten sparsam dekorierten Obergeschoß. Der obere runde Abschluss mit einer Flachkuppel, Tambour trägt ein Kegeldach.
Der ebenerdige Saal 1 ist barrierefrei und hat Rollstuhlplätze. Die ehemalige Empore wurde zum Saal 2 umgebaut, ist aber nicht barrierefrei.